# 日本年號列表
日本從大化革新時開始學習中國制度，並開始使用年號（日语：／）紀年。起初和中國一樣在天皇更替之時更改年號，或者遭逢天災人禍或是有人事異動時會更改年號，後來更換年號的權力甚至掌握在幕府或武家政權的手上。日本也曾發生數次兩個年號並立的局面情形，如南北朝時代，大覺寺統的南朝與持明院統的北朝兩個政府各自有自己年號，直到統一之後，年號才再次合流。日本年號的用字，多數為二字年號，只有5個為四字年號，且分布在奈良時代。
在古代時，日本曆法都是採用中國的傳統曆法，稱之為「和曆」，一直到日本進行維新改革，廢除傳統曆法，改用西方通行的公曆，以舊曆明治五年十二月三日作為新曆明治六年1月1日，從此就完全使用陽曆。明治以前的天皇，大多數最少使用了2個年號，明治天皇登基時頒布命令，改為一個天皇固定使用一個年號，稱為「一世一元」，之後至今的天皇都只有一個年號。20世紀以後，東亞國家如中國、朝鮮、越南先後廢除君主制，並廢止了年號紀年，日本成为僅存使用年號的國家。現今使用的年號為「令和」，自2019年5月1日起使用。
該列表羅列日本各時代使用的年號名稱及基本訊息，更多年號訊息還請讀者參見時代區分的年號列表。

## 凡例
該年號列表的格式主要根據中国年号列表，內容主要參考了森本角藏《日本年號大觀》、德川光圀《大日本史》及無名氏《公卿補任》整理而成，共計有248個年號。
年號索引按照日本時代分章，以年號使用的順序排列。每一行年號列出起訖時間、紀年年數，其他說明如繼任天皇沿用前任天皇年號等等事項，則在備注內說明。若在年中改元或終止使用年號的話，則在年份後標注明日本曆法月份。（數字以漢字表示者，為日本舊曆月份；以阿拉伯數字表示者，為日本新曆月份。）灰色背景的年號為分裂時期用其他天皇的年號。

## 飛鳥時代
孝德天皇於645年遷都難波（今大阪），建元大化，是日本年號之始。之後兩度停用年號，701年改元大寶後，年號延續至今不斷。至710年元明天皇遷都平城京（今奈良）為止，共使用了6個年號。
| 年號                           | 起訖時間（公元）               | 紀年年數                       | 備注                                                                                       |
| 孝德天皇（在位：596年－654年） | 孝德天皇（在位：596年－654年） | 孝德天皇（在位：596年－654年） | 孝德天皇（在位：596年－654年）                                                             |
| ------------------------------ | ------------------------------ | ------------------------------ | ------------------------------------------------------------------------------------------ |
| 大化                           | 645年六月－650年二月           | 6年                            | 日本第一個公年號。                                                                         |
| 白雉                           | 650年二月－654年十一月         | 5年                            | 日本第二個公年號。 白雉五年（654年）齊明天皇即位之後，日本停用年號有32年。 或作「白鳳」。  |
| 天武天皇（在位：673年－686年） |                                |                                |                                                                                            |
| 朱鳥                           | 686年七月－九月                | 1年                            | 日本第三個公年號。朱鳥元年（686年）九月天武天皇駕崩之後，日本停用年號15年。 或作「朱雀」。 |
| 文武天皇（在位：697年－707年） |                                |                                |                                                                                            |
| 大寶                           | 701年三月－704年五月           | 4年                            | 從此，公年號不斷，延續至今。                                                               |
| 慶雲                           | 704年五月－708年正月           | 5年                            | 慶雲四年（707年）七月元明天皇即位沿用。                                                    |
| 元明天皇（在位：707年－715年） |                                |                                |                                                                                            |
| 和銅                           | 708年正月－715年九月           | 8年                            |                                                                                            |

## 奈良時代
710年元明天皇定都平城京，794年桓武天皇遷都平安京（今京都）為止，共使用了12個年號。
| 年號                           | 起訖時間（公元）               | 紀年年數                       | 備注 |
| 元正天皇（在位：715年－724年） | 元正天皇（在位：715年－724年） | 元正天皇（在位：715年－724年） | 元正天皇（在位：715年－724年） |
| ------------------------------ | ------------------------------ | ------------------------------ | --- |
| 靈龜                           | 715年九月－717年十一月         | 3年                            | |
| 養老                           | 717年十一月－724年二月         | 8年                            | |
| 聖武天皇（在位：724年－749年） |                                |                                | |
| 神龜                           | 724年二月－729年八月           | 6年                            | 《東國通鑑》作「白龜」，《宋史》作「寶龜」。 |
| 天平                           | 729年八月－749年四月           | 21年                           | |
| 天平感寶                       | 749年四月－七月                | 1年                            | 年號使用3個月。 |
| 孝謙天皇（在位：749年－758年） |                                |                                | |
| 天平勝寶                       | 749年七月－757年八月           | 9年                            | 天平勝寶七年（755年）正月改「年」為「歲」。 《紀元編》作「勝寶」，或作「勝實」、「太平勝寶」。                                                      |
| 天平寶字                       | 757年八月－765年正月           | 9年                            | 復「歲」為「年」 。天平寶字二年（758年）八月淳仁天皇即位沿用。 天平寶字八年（764年）十月稱德天皇即位沿用。 《紀元編》作「寶字」，或作「太平寶字」。 |
| 稱德天皇（在位：764年－770年） |                                |                                | |
| 天平神護                       | 765年正月－767年八月           | 3年                            | 《紀元編》作「神護」。 |
| 神護景雲                       | 767年八月－770年十月           | 4年                            | 《紀元編》作「景雲」。 |
| 光仁天皇（在位：770年－781年） |                                |                                | |
| 寶龜                           | 770年十月－780年               | 11年                           | |
| 天應                           | 781年－782年八月               | 2年                            | 天應元年（781年）四月桓武天皇即位沿用。 |
| 桓武天皇（在位：781年－806年） |                                |                                | |
| 延曆                           | 782年八月－806年五月           | 25年                           | 延曆二十五年（806年）三月平城天皇即位後改元。 |

## 平安時代
794年桓武天皇遷都平安京，1184年鎌倉幕府成立為止，共使用了88個年號。
| 年號                               | 起訖時間（公元）               | 紀年年數                       | 備注 |
| 平城天皇（在位：806年－809年）     | 平城天皇（在位：806年－809年） | 平城天皇（在位：806年－809年） | 平城天皇（在位：806年－809年） |
| ---------------------------------- | ------------------------------ | ------------------------------ | --- |
| 大同                               | 806年五月－810年九月           | 5年                            | 大同四年（809年）四月嵯峨天皇即位沿用。 |
| 嵯峨天皇（在位：809年－823年）     |                                |                                | |
| 弘仁                               | 810年九月－824年正月           | 15年                           | 弘仁十四年（823年）四月淳和天皇即位沿用。 |
| 淳和天皇（在位：823年－833年）     |                                |                                | |
| 天長                               | 824年正月－834年正月           | 11年                           | 天長十年（833年）二月仁明天皇即位沿用。 |
| 仁明天皇（在位：833年－850年）     |                                |                                | |
| 承和                               | 834年正月－848年六月           | 15年                           | |
| 嘉祥                               | 848年六月－851年四月           | 4年                            | 嘉祥三年（850年）三月文德天皇即位沿用。 |
| 文德天皇（在位：850年－858年）     |                                |                                | |
| 仁壽                               | 851年四月－854年十一月         | 4年                            | |
| 齊衡                               | 854年十一月－857年二月         | 4年                            | |
| 天安                               | 857年二月－859年四月           | 3年                            | 天安二年（858年）八月清和天皇即位沿用。 |
| 清和天皇（在位：858年－876年）     |                                |                                | |
| 貞觀                               | 859年四月－877年四月           | 19年                           | 貞觀十八年（876年）十一月陽成天皇即位沿用。 |
| 陽成天皇（在位：876年－884年）     |                                |                                | |
| 元慶                               | 877年四月－885年二月           | 9年                            | 元慶八年（884年）二月光孝天皇即位沿用。 |
| 光孝天皇（在位：884年－887年）     |                                |                                | |
| 仁和                               | 885年二月－889年四月           | 5年                            | 仁和三年（887年）八月宇多天皇即位沿用。 |
| 宇多天皇（在位：887年－897年）     |                                |                                | |
| 寬平                               | 889年四月－898年四月           | 10年                           | 寬平九年（897）七月醍醐天皇即位沿用。 |
| 醍醐天皇（在位：897年－930年）     |                                |                                | |
| 昌泰                               | 898年四月－901年七月           | 4年                            | |
| 延喜                               | 901年七月－923年閏四月         | 23年                           | 《曼殊院文書》有作「延壽」；《類聚考》作「延禧」。 |
| 延長                               | 923年閏四月－931年四月         | 9年                            | 延長八年（930年）九月朱雀天皇即位沿用。 |
| 朱雀天皇（在位：930年－946年）     |                                |                                | |
| 承平                               | 931年四月－938年五月           | 8年                            | |
| 天慶                               | 938年五月－947年四月           | 10年                           | 天慶九年（946年）四月村上天皇即位沿用。 |
| 村上天皇（在位：946年－967年）     |                                |                                | |
| 天曆                               | 947年四月－957年十月           | 11年                           | |
| 天德                               | 957年十月－961年二月           | 5年                            | |
| 應和                               | 961年二月－964年七月           | 4年                            | |
| 康保                               | 964年七月－968年八月           | 5年                            | 康保四年（967年）五月冷泉天皇即位沿用。 |
| 冷泉天皇（在位：967年－969年）     |                                |                                | |
| 安和                               | 968年八月－970年三月           | 3年                            | 安和二年（969年）八月圓融天皇即位沿用。 |
| 圓融天皇（在位：969年－984年）     |                                |                                | |
| 天祿                               | 970年三月－973年十二月         | 4年                            | |
| 天延                               | 973年十二月－976年七月         | 4年                            | |
| 貞元                               | 976年七月－978年十一月         | 3年                            | |
| 天元                               | 978年十一月－983年四月         | 6年                            | |
| 永觀                               | 983年四月－985年四月           | 3年                            | 永觀二年（984年）八月花山天皇即位沿用。 |
| 花山天皇（在位：984年－986年）     |                                |                                | |
| 寬和                               | 985年四月－987年四月           | 3年                            | 寬和二年（986年）六月一條天皇即位沿用。 |
| 一條天皇（在位：986年－1011年）    |                                |                                | |
| 永延                               | 987年四月－989年八月           | 3年                            | |
| 永祚                               | 989年八月－990年十一月         | 2年                            | |
| 正曆                               | 990年十一月－995年二月         | 6年                            | |
| 長德                               | 995年二月－999年正月           | 5年                            | |
| 長保                               | 999年正月－1004年七月          | 6年                            | |
| 寬弘                               | 1004年七月－1012年十二月       | 9年                            | 寬弘八年（1011年）六月三條天皇即位沿用。 |
| 三條天皇（在位：1011年－1016年）   |                                |                                | |
| 長和                               | 1012年十二月－1017年四月       | 6年                            | 長和五年（1016年）正月後一條天皇即位沿用。 |
| 後一條天皇（在位：1016年－1036年） |                                |                                | |
| 寬仁                               | 1017年四月－1021年二月         | 5年                            | |
| 治安                               | 1021年二月－1024年七月         | 4年                            | |
| 萬壽                               | 1024年七月－1028年七月         | 5年                            | |
| 長元                               | 1028年七月－1037年四月         | 10年                           | 長元九年（1036年）四月後朱雀天皇即位沿用。 |
| 後朱雀天皇（在位：1036年－1045年） |                                |                                | |
| 長曆                               | 1037年四月－1040年十一月       | 4年                            | |
| 長久                               | 1040年十一月－1044年十一月     | 5年                            | |
| 寬德                               | 1044年十一月－1046年四月       | 3年                            | 寬德二年（1045年）正月後冷泉天皇即位沿用。 |
| 後冷泉天皇（在位：1045年－1068年） |                                |                                | |
| 永承                               | 1046年四月－1053年正月         | 8年                            | |
| 天喜                               | 1053年正月－1058年八月         | 6年                            | |
| 康平                               | 1058年八月－1065年八月         | 8年                            | 葉維庚《紀元通攷》注一作「廣平」。 |
| 治曆                               | 1065年八月－1069年四月         | 5年                            | 治曆四年（1068年）四月後三條天皇即位沿用。 |
| 後三條天皇（在位：1068年－1073年） |                                |                                | |
| 延久                               | 1069年四月－1074年八月         | 6年                            | 延久四年（1072年）十二月白河天皇即位沿用。 |
| 白河天皇（在位：1073年－1087年）   |                                |                                | |
| 承保                               | 1074年八月－1077年十一月       | 4年                            | |
| 承曆                               | 1077年十一月－1081年二月       | 5年                            | |
| 永保                               | 1081年二月－1084年二月         | 4年                            | |
| 應德                               | 1084年二月－1087年四月         | 4年                            | 應德三年（1086年）十一月堀河天皇即位沿用。 |
| 堀河天皇（在位：1087年－1107年）   |                                |                                | |
| 寬治                               | 1087年四月－1094年十二月       | 8年                            | |
| 嘉保                               | 1094年十二月－1096年十二月     | 3年                            | |
| 永長                               | 1096年十二月－1097年十一月     | 2年                            | |
| 承德                               | 1097年十一月－1099年八月       | 3年                            | 岩手縣成島毘沙門堂觀音像銘文作「承得」。 |
| 康和                               | 1099年八月－1104年二月         | 6年                            | |
| 長治                               | 1104年二月－1106年四月         | 3年                            | |
| 嘉承                               | 1106年四月－1108年八月         | 3年                            | 嘉承二年（1107年）七月鳥羽天皇即位沿用。 |
| 鳥羽天皇（在位：1107年－1123年）   |                                |                                | |
| 天仁                               | 1108年八月－1110年七月         | 3年                            | |
| 天永                               | 1110年七月－1113年七月         | 4年                            | |
| 永久                               | 1113年七月－1118年四月         | 6年                            | |
| 元永                               | 1118年四月－1120年四月         | 3年                            | 橋川正氏《綜合日本佛教史》引福岡縣田島板碑作「元禾」。 |
| 保安                               | 1120年四月－1124年四月         | 5年                            | 保安四年（1123年）正月崇德天皇即位沿用。 |
| 崇德天皇（在位：1123年－1142年）   |                                |                                | |
| 天治                               | 1124年四月－1126年正月         | 3年                            | |
| 大治                               | 1126年正月－1131年正月         | 6年                            | |
| 天承                               | 1131年正月－1132年八月         | 2年                            | |
| 長承                               | 1132年八月－1135年四月         | 4年                            | |
| 保延                               | 1135年四月－1141年七月         | 7年                            | |
| 永治                               | 1141年七月－1142年四月         | 2年                            | 《玉海》誤作「永然」。 永治元年（1141年）十二月近衛天皇即位沿用。 |
| 近衛天皇（在位：1142年－1155年）   |                                |                                | |
| 康治                               | 1142年四月－1144年二月         | 3年                            | |
| 天養                               | 1144年二月－1145年七月         | 2年                            | |
| 久安                               | 1145年七月－1151年正月         | 7年                            | 《宋稗類鈔》一作「久定」。 |
| 仁平                               | 1151年正月－1154年十月         | 4年                            | |
| 久壽                               | 1154年十月－1156年四月         | 3年                            | 久壽二年（1155年）七月後白河天皇即位沿用。 |
| 後白河天皇（在位：1155年－1158年） |                                |                                | |
| 保元                               | 1156年四月－1159年四月         | 4年                            | 保元三年（1158年）八月二條天皇即位沿用。 |
| 二條天皇（在位：1158年－1165年）   |                                |                                | |
| 平治                               | 1159年四月－1160年正月         | 2年                            | |
| 永曆                               | 1160年正月－1161年九月         | 2年                            | 奈良市東大寺經箱文字作「永歷」。 |
| 應保                               | 1161年九月－1163年三月         | 3年                            | |
| 長寬                               | 1163年三月－1165年六月         | 3年                            | |
| 永萬                               | 1165年六月－1166年八月         | 2年                            | 永萬元年（1165年）六月六條天皇即位沿用。 |
| 六條天皇（在位：1165年－1168年）   |                                |                                | |
| 仁安                               | 1166年八月－1169年四月         | 4年                            | 仁安三年（1168年）二月高倉天皇即位沿用。 |
| 高倉天皇（在位：1168年－1180年）   |                                |                                | |
| 嘉應                               | 1169年四月－1171年四月         | 3年                            | 新潟縣金仙寺經塚出土的經筒文字作「賀應」。 |
| 承安                               | 1171年四月－1175年七月         | 5年                            | |
| 安元                               | 1175年七月－1177年八月         | 3年                            | |
| 治承                               | 1177年八月－1181年七月         | 5年                            | 《癸辛雜識》謂有年號「治象」，當即治承之訛。 治承四年（1180年）二月安德天皇繼位。 根據源賴朝的相關文件，源氏使用至治承七年（1183年）。                                  |
| 安德天皇（在位：1180年－1185年）   |                                |                                | |
| 養和                               | 1181年七月－1182年五月         | 2年                            | 日本开始短暂的年号分流。 |
| 壽永                               | 1182年五月－1185年三月         | 4年                            | 《東國通鑑》作「壽久」。 壽永二年（1183年）八月後鳥羽天皇即位後沿用。 壽永四年（1185）三月二十四日，平氏战败，安德天皇投海自杀。 源氏在壽永三年（1184）開始使用該年號。 |
| 後鳥羽天皇（在位：1183年－1198年） |                                |                                | |
| 元曆                               | 1184年四月－1185年八月         | 2年                            | |

| 私年號 | 元年對應公年號（西元） | 已知使用年數 | 備注                       |
| ------ | ---------------------- | ------------ | -------------------------- |
| 長嘉   | ？                     | 1年          | 見於千葉縣香取市長嘉板碑。 |

## 鎌倉時代
1184年源賴朝成立鎌倉幕府成立，1333年鎌倉幕府滅亡為止，包含持明院統在內，共使用了50個年號。
| 年號                               | 起訖時間（公元）                              | 紀年年數                           | 備注 |
| 後鳥羽天皇（在位：1183年－1197年） | 後鳥羽天皇（在位：1183年－1197年）            | 後鳥羽天皇（在位：1183年－1197年） | 後鳥羽天皇（在位：1183年－1197年） |
| ---------------------------------- | --------------------------------------------- | ---------------------------------- | --- |
| 文治                               | 1185年八月－1190年四月                        | 6年                                | |
| 建久                               | 1190年四月－1199年四月                        | 10年                               | 建久九年（1198年）正月土御門天皇即位沿用。 |
| 土御門天皇（在位：1197年－1210年） |                                               |                                    | |
| 正治                               | 1199年四月－1201年二月                        | 3年                                | |
| 建仁                               | 1201年二月－1204年二月                        | 4年                                | |
| 元久                               | 1204年二月－1206年四月                        | 3年                                | |
| 建永                               | 1206年四月－1207年十月                        | 2年                                | |
| 承元                               | 1207年十月－1211年三月                        | 5年                                | 承元四年（1210年）十一月順德天皇即位沿用。 |
| 順德天皇（在位：1210年－1221年）   |                                               |                                    | |
| 建曆                               | 1211年三月－1213年十二月                      | 3年                                | |
| 建保                               | 1213年十二月－1219年四月                      | 7年                                | |
| 承久                               | 1219年四月－1222年四月                        | 4年                                | 承久三年（1221年）四月仲恭天皇即位沿用；同年七月後堀河天皇即位沿用。 |
| 後堀河天皇（在位：1221年－1232年） |                                               |                                    | |
| 貞應                               | 1222年四月－1224年十一月                      | 3年                                | |
| 元仁                               | 1224年十一月－1225年四月                      | 2年                                | |
| 嘉祿                               | 1225年四月－1227年十二月                      | 3年                                | |
| 安貞                               | 1227年十二月－1229年三月                      | 3年                                | |
| 寬喜                               | 1229年三月－1232年四月                        | 4年                                | 松田福一郎《不空菴常住紀年錄》作「觀喜」，《東寺王代記》作「寬壽」。 |
| 貞永                               | 1232年四月－1233年四月                        | 2年                                | 貞永元年（1232年）十月四條天皇即位沿用。 |
| 四條天皇（在位：1232年－1242年）   |                                               |                                    | |
| 天福                               | 1233年四月－1234年十一月                      | 2年                                | |
| 文曆                               | 1234年十一月－1235年九月                      | 2年                                | |
| 嘉禎                               | 1235年九月－1238年十一月                      | 4年                                | 澁谷亮泰《天台宗書籍綜合目錄·天台宗一乘義秘要抄》介紹誤作「素然」；鍾映淵《建元考》作「嘉貞」。 |
| 曆仁                               | 1238年十一月－1239年二月                      | 2年                                | 鍾映淵《建元考》作「曆日」。 |
| 延應                               | 1239年二月－1240年七月                        | 2年                                | |
| 仁治                               | 1240年七月－1243年二月                        | 4年                                | 仁治三年（1242年）正月後嵯峨天皇即位沿用。 |
| 後嵯峨天皇（在位：1242年－1246年） |                                               |                                    | |
| 寬元                               | 1243年二月－1247年二月                        | 5年                                | 寬元四年（1246年）正月後深草天皇即位沿用。 |
| 後深草天皇（在位：1246年－1259年） |                                               |                                    | |
| 寶治                               | 1247年二月－1249年三月                        | 3年                                | |
| 建長                               | 1249年三月－1256年十月                        | 8年                                | |
| 康元                               | 1256年十月－1257年三月                        | 2年                                | |
| 正嘉                               | 1257年三月－1259年三月                        | 3年                                | 《北佐久郡志》引墓碑文作「正賀」；李兆洛《紀元編》作「正喜」。 |
| 正元                               | 1259年三月－1260年四月                        | 2年                                | 愛知縣武豐町出土陶硯銘作「正見」。 正元元年（1259年）十一月龜山天皇即位沿用。 |
| 龜山天皇（在位：1259年－1274年）   |                                               |                                    | |
| 文應                               | 1260年四月－1261年二月                        | 2年                                | |
| 弘長                               | 1261年二月－1264年二月                        | 4年                                | |
| 文永                               | 1264年二月－1275年四月                        | 12年                               | 文永十一年（1274年）正月後宇多天皇即位沿用。 |
| 後宇多天皇（在位：1274年－1278年） |                                               |                                    | |
| 建治                               | 1275年四月－1278年二月                        | 4年                                | |
| 弘安                               | 1278年二月－1288年四月                        | 11年                               | 弘安十年（1287年）十月伏見天皇即位沿用。 |
| 伏見天皇（在位：1287年－1298年）   |                                               |                                    | |
| 正應                               | 1288年四月－1293年八月                        | 6年                                | |
| 永仁                               | 1293年八月－1299年四月                        | 7年                                | 永仁六年（1298年）七月後伏見天皇即位沿用。 |
| 後伏見天皇（在位：1298年－1301年） |                                               |                                    | |
| 正安                               | 1299年四月－1302年十一月                      | 4年                                | 正安三年（1301年）正月後二條天皇即位沿用。 |
| 後二條天皇（在位：1301年－1308年） |                                               |                                    | |
| 乾元                               | 1302年十一月－1303年八月                      | 2年                                | 《宋史》誤作「乾文」。 |
| 嘉元                               | 1303年八月－1306年十二月                      | 4年                                | |
| 德治                               | 1306年十二月－1308年十月                      | 3年                                | 德治三年（1308年）八月花園天皇即位沿用。 |
| 花園天皇（在位：1308年－1318年）   |                                               |                                    | |
| 延慶                               | 1308年十月－1311年四月                        | 4年                                | |
| 應長                               | 1311年四月－1312年三月                        | 2年                                | |
| 正和                               | 1312年三月－1317年二月                        | 6年                                | |
| 文保                               | 1317年二月－1319年四月                        | 3年                                | 文保二年（1318年）二月後醍醐天皇即位沿用。 |
| 後醍醐天皇（在位：1318年－1339年） |                                               |                                    | |
| 元應                               | 1319年四月－1321年二月                        | 3年                                | |
| 元亨                               | 1321年二月－1324年十二月                      | 4年                                | |
| 正中                               | 1324年十二月－1326年四月                      | 5年                                | 《金澤文庫文書·下總國東庄年貢算用狀》及服部清五郎《板碑概說》有作「正仲」。 |
| 嘉曆                               | 1326年四月－1329年八月                        | 4年                                | |
| 元德                               | 1329年八月－1331年八月                        | 3年                                | 鎌倉幕府使用至元德四年（1332年）四月。 |
| 元弘                               | 1331年八月－1332年四月 1333年六月－1334年正月 | 4年                                | 日本再度開始短暫的年號分流。 元弘元年（1331年）九月鎌倉幕府擁立光嚴天皇，稱元德三年，停用元弘年號，但皇室繼續使用元弘年號。明年（1332年）改元正慶，反幕府勢力仍奉元弘年號。元弘三年（1333年）六月後醍醐天皇復位。 |
| 光嚴天皇（在位：1331年－1333年）   |                                               |                                    | |
| 正慶                               | 1332年四月－1333年五月                        | 2年                                | 正慶二年（1333年）五月光嚴天皇被廢黜，後尊之為上皇。後醍醐天皇重祚後，廢除正慶年號，恢復元弘年號。 |

| 私年號 | 元年對應公年號（西元） | 已知使用年數 | 備注                                         |
| ------ | ---------------------- | ------------ | -------------------------------------------- |
| 保壽   | 仁安二年？（1167年）   | 1年          | 見於奈良縣五條市御靈神社神像銘。             |
| 泰平   | 承安二年（1172年）     | ？           | 見於《百鍊鈔》。 《玉葉》作「萬平」。        |
| 和勝   | 建久元年（1190年）     | 1年          | 見於《高野山文書·寶簡集》一八。              |
| 迎雲   | 建久元年（1190年）     | 1年          | 見於《法隆寺文書》九。                       |
| 建教   | 元仁二年（1225年）     | 1年          | 見於《季御讀經番論議問答記》。               |
| 永福   | 永仁五年？（1297年）   | ？           | 見於山崎美成《海錄》及《新編武藏風土記稿》。 |
| 正久   | 元應元年（1319年）     | 2年          | 見於埼玉縣飯能市西光廢寺墓地板碑。           |

## 室町時代
1333年後醍醐天皇重新復位，至1336年足利尊氏攻陷京都，擁立持明院統的光明天皇，大覺寺統的後醍醐天皇南逃到吉野（今奈良縣吉野町），共歷經了3年，使用了1個年號。
室町時代（1336年－1573年）經歷了南北朝分裂、明德以後統一及戰國三個階段。
1336年，足利尊氏擁立光明天皇，建立室町幕府，是為北朝。後醍醐天皇逃往吉野，是為南朝。進入了日本史中狹義的南北朝時代。後期南朝勢力衰退。1392年，南朝後龜山天皇將天皇三神器交給北朝，結束了南北朝分裂時代，史稱「明德統一」。1466年應仁之亂後，日本進入一個半世紀的混戰局面，史稱「戰國時代」。1568年織田信長擁立足利義昭為幕府將軍。南北朝歷經了57年，南朝使用了8個年號，北朝使用了16個年號。明德以後歷經了175年，使用了23個年號。
| 年號                               | 起訖時間（公元）                   | 紀年年數                           | 備注                               |
| 後醍醐天皇（在位：1318年－1339年） | 後醍醐天皇（在位：1318年－1339年） | 後醍醐天皇（在位：1318年－1339年） | 後醍醐天皇（在位：1318年－1339年） |
| ---------------------------------- | ---------------------------------- | ---------------------------------- | ---------------------------------- |
| 建武                               | 1334年正月－1336年二月             | 3年                                |                                    |

| 年號                               | 起訖時間（公元）                   | 紀年年數                           | 備注                                                                         |
| 後醍醐天皇（在位：1318年－1339年） | 後醍醐天皇（在位：1318年－1339年） | 後醍醐天皇（在位：1318年－1339年） | 後醍醐天皇（在位：1318年－1339年）                                           |
| ---------------------------------- | ---------------------------------- | ---------------------------------- | ---------------------------------------------------------------------------- |
| 延元                               | 1336年二月－1340年四月             | 5年                                | 日本第三次年號分流。 延元四年（1339年）八月後村上天皇即位沿用。              |
| 後村上天皇（在位：1339年－1368年） |                                    |                                    |                                                                              |
| 興國                               | 1340年四月－1346年四月             | 7年                                |                                                                              |
| 正平                               | 1346年四月－1370年十二月           | 25年                               | 正平二十三年（1368年）三月長慶天皇即位沿用。                                 |
| 長慶天皇（在位：1368年－1383年）   |                                    |                                    |                                                                              |
| 建德                               | 1370年十二月－1372年三月           | 3年                                | 入本英太郎《東京北郊の板碑》引鹿浜板碑作「乾德」。                           |
| 文中                               | 1372年三月－1375年五月             | 4年                                | 日名子太郎《大分縣金石年表》引寶篋印塔銘文作「文仲」。                       |
| 天授                               | 1375年五月－1381年二月             | 7年                                | 《佐倉風土記·武藏國司藤原朝臣手狀》、《南部家文書·南部信光讓狀》作「天壽」。 |
| 弘和                               | 1381年二月－1384年四月             | 4年                                | 《清白士集》避清帝諱作「宏知」。 弘和三年（1383年）冬季後龜山天皇即位沿用。  |
| 後龜山天皇（在位：1383年－1392年） |                                    |                                    |                                                                              |
| 元中                               | 1384年四月－1392年閏十月           | 9年                                | 元中九年（1392年）閏十月五日後龜山天皇交出神器，南北朝統一。                 |

| 年號                               | 起訖時間（公元）                          | 紀年年數                         | 備注 |
| 光明天皇（在位：1336年－1348年）   | 光明天皇（在位：1336年－1348年）          | 光明天皇（在位：1336年－1348年） | 光明天皇（在位：1336年－1348年） |
| ---------------------------------- | ----------------------------------------- | -------------------------------- | --- |
| 建武                               | 1336年二月－1338年八月                    | 3年                              | 建武三年（1336年）二月後醍醐天皇改元延元，足利尊氏仍用建武年号（建武三年至五年）。 同年八月光明天皇即位沿用。                                |
| 曆應                               | 1338年八月－1342年四月                    | 5年                              | |
| 康永                               | 1342年四月－1345年十月                    | 4年                              | |
| 貞和                               | 1345年十月－1350年二月                    | 6年                              | 贞和四年（1348年）十月崇光天皇即位沿用。 長門探題足利直冬使用至貞和七年（1351年）。                                                          |
| 崇光天皇（在位：1348年－1351年）   |                                           |                                  | |
| 觀應                               | 1350年二月－1351年十一月 1352年三月－九月 | 3年                              | 觀應二年（1351年）十一月室町幕府廢掉崇光天皇，停用該年號，用南朝正平年號（五年至六年）。隔年（1352年）三月恢復使用，八月後光嚴天皇即位沿用。 |
| 後光嚴天皇（在位：1352年－1371年） |                                           |                                  | |
| 文和                               | 1352年九月－1356年三月                    | 5年                              | 《東要記》有作「文倭」。 |
| 延文                               | 1356年三月－1361年三月                    | 6年                              | |
| 康安                               | 1361年三月－1362年九月                    | 2年                              | 清宮秀堅《新選年表》誤作「應和」。 |
| 貞治                               | 1362年九月－1368年二月                    | 7年                              | |
| 應安                               | 1368年二月－1375年二月                    | 8年                              | 应安四年（1371年）三月後圓融天皇即位沿用。                                                                                                   |
| 後圓融天皇（在位：1371年－1382年） |                                           |                                  | |
| 永和                               | 1375年二月－1379年三月                    | 5年                              | |
| 康曆                               | 1379年三月－1381年二月                    | 3年                              | 日本考古學會《造像銘記》引奈良縣法隆寺佛像銘文作「康略」。                                                                                   |
| 永德                               | 1381年二月－1384年二月                    | 4年                              | 《九州文化史研究所紀要》第三、四號引《氏房讓狀》作「永得」。 永德二年（1382年）四月後小松天皇即位沿用。                                      |
| 後小松天皇（在位：1382年－1412年） |                                           |                                  | |
| 至德                               | 1384年二月－1387年八月                    | 4年                              | 稻村坦元《武蔵野の青石塔婆》引阿彌佗佛板碑作「至得」。                                                                                       |
| 嘉慶                               | 1387年八月－1389年二月                    | 3年                              | 《香取文書·嘉慶二年十二月付文書》作「賀慶」，秋田縣金澤山八幡社所藏經典有作「壽慶」。                                                        |
| 康應                               | 1389年二月－1390年三月                    | 2年                              | |
| 明德                               | 1390年三月－1394年七月                    | 5年                              | |

| 年號                                 | 起訖時間（公元）                   | 紀年年數                           | 備注 |
| 後小松天皇（在位：1382年－1412年）   | 後小松天皇（在位：1382年－1412年） | 後小松天皇（在位：1382年－1412年） | 後小松天皇（在位：1382年－1412年）                                                                          |
| ------------------------------------ | ---------------------------------- | ---------------------------------- | --- |
| 應永                                 | 1394年七月－1428年四月             | 35年                               | 应永十九年（1412年）八月稱光天皇即位沿用。                                                                  |
| 稱光天皇（在位：1412年－1428年）     |                                    |                                    | |
| 正長                                 | 1428年四月－1429年九月             | 2年                                | 正长元年（1428年）七月後花園天皇即位后沿用。 鎌倉公方足利持氏使用至正長四年（1431年）。                     |
| 後花園天皇（在位：1428年－1464年）   |                                    |                                    | |
| 永享                                 | 1429年九月－1441年二月             | 13年                               | 宮城縣三迫普賢堂所藏過去帳及鰐口銘有作「永寧」。                                                            |
| 嘉吉                                 | 1441年二月－1444年二月             | 4年                                | |
| 文安                                 | 1444年二月－1449年七月             | 6年                                | |
| 寶德                                 | 1449年七月－1452年七月             | 4年                                | |
| 享德                                 | 1452年七月－1455年七月             | 4年                                | 篠崎四郎《房總金石文の研究》引安樂寺護摩爐紀年銘作「京德」。 古河公方足利成氏使用至享德二十七年（1478年）。 |
| 康正                                 | 1455年七月－1457年九月             | 3年                                | 栃木縣鎫阿寺《康政元年文書》作「康政」。                                                                    |
| 長祿                                 | 1457年九月－1460年十二月           | 4年                                | 《香取文書》或作「張六」。                                                                                  |
| 寬正                                 | 1460年十二月－1466年二月           | 7年                                | 《舊錄司代家文書》有作「寬延」。 宽正五年（1464年）七月後土御門天皇即位沿用。                               |
| 後土御門天皇（在位：1464年－1500年） |                                    |                                    | |
| 文正                                 | 1466年二月－1467年三月             | 2年                                | |
| 應仁                                 | 1467年三月－1469年四月             | 3年                                | 《鎌倉市史·社寺編》及服部清五郎《板碑概說》有作「應任」。                                                   |
| 文明                                 | 1469年四月－1487年七月             | 19年                               | 千葉縣市川市曾公安國寺板牌有作「文命」。                                                                    |
| 長享                                 | 1487年七月－1489年八月             | 3年                                | |
| 延德                                 | 1489年八月－1492年七月             | 4年                                | |
| 明應                                 | 1492年七月－1501年二月             | 10年                               | 明应九年（1500年）十月後柏原天皇即位沿用。                                                                  |
| 後柏原天皇（在位：1500年－1526年）   |                                    |                                    | |
| 文龜                                 | 1501年二月－1504年二月             | 4年                                | 宮城縣石卷市專稱寺跡板碑作「文鬼」。                                                                        |
| 永正                                 | 1504年二月－1521年八月             | 18年                               | 《香取文書》有作「榮正」；《清白士集》誤作「永鎮」。                                                        |
| 大永                                 | 1521年八月－1528年八月             | 8年                                | 大永六年（1526年）四月後奈良天皇即位沿用。                                                                  |
| 後奈良天皇（在位：1526年－1557年）   |                                    |                                    | |
| 享祿                                 | 1528年八月－1532年七月             | 5年                                | 《會津塔寺八幡宮長帳》、《諏訪家文書》、《不空菴常住紀年錄》有作「享錄」。                                  |
| 天文                                 | 1532年七月－1555年十月             | 24年                               | 石田茂作《日本美術工藝》第56號奈良縣法隆寺塔層壁畫作「天門」。                                              |
| 弘治                                 | 1555年十月－1558年二月             | 4年                                | 弘治三年（1557年）十月正親町天皇即位沿用。                                                                  |
| 正親町天皇（在位：1557年－1586年）   |                                    |                                    | |
| 永祿                                 | 1558年二月－1570年四月             | 13年                               | 《大分縣史料·第12》有作「永六」，《新編會津風土記》誤作「永祖」。                                           |

| 私年號 | 元年對應公年號（西元）                 | 已知使用年數 | 備注 |
| ------ | -------------------------------------- | ------------ | --- |
| 白鹿   | 興國六年/貞和元年（1345年）            | 2年          | 見於《得江文書》及龍安寺藏《太平記》卷二五批注。                                                                          |
| 應治   | 興國六年/貞和元年（1345年）            | 1年          | 見於大阪府泉大津市細見實藏懸佛銘。                                                                                        |
| 弘德   | 元中元年/至德元年（1384年）            | 1年          | 見於奈良市十六所神社棟木銘、叡山文庫藏《般若心經秘鍵抄》批注。                                                            |
| 永寶   | 元中五年/嘉慶二年（1388年）            | 1年          | 見於奈良縣奈良市針町觀音寺藏《大般若經》卷四八〇批注。                                                                    |
| 真賀   | ？                                     | 2年          | 見於奈良縣奈良市針町觀音寺藏《大般若經》卷480批注。                                                                       |
| 元真   | ？                                     | 1年          | 見於琦玉縣比企町阿彌佗三尊板碑紀年銘。                                                                                    |
| 品曆   | ？                                     | 1年          | 見於《阿蘇文書》。 |
| 永幻   | ？                                     | 3年          | 見於宮城縣登米市上行寺板碑。                                                                                              |
| 德昌   | ？                                     | 3年          | 見於宮城縣栗原市妙教寺板碑。                                                                                              |
| 至大   | ？                                     | 1年          | 見於《武藏國板碑集錄》。                                                                                                  |
| 天靖   | 嘉吉三年（1443年）                     | 13年         | 見於《武家功名記》及《南朝遺文》。 後南朝遺裔及遺臣使用的年號。                                                           |
| 福安   | 嘉吉四年（1444年）                     | 1年          | 見於岡山縣赤磐市千光寺藏備前燒四耳壺銘。                                                                                  |
| 大明   | 寶德三年（1451年）                     | 8年          | 早瀨晴夫著《消失的皇統》參照《美作天皇記》、《植月御所的真相》及《必須糾正的美作歷史》。 美作後南朝遺裔及遺臣使用的年號。 |
| 享高   | 享德元年（1452年）                     | 4年          | 見於《舊新福寺文書》及《本土寺過去帳》。 可能是公年號「享德」的別名。                                                     |
| 享正   | 享德三年（1454年）                     | 5年          | 見於埼玉縣相關板碑及《舊案主家文書》。 關東地區使用的私年號。                                                             |
| 延德   | 寛正二年（1461年）                     | 5年          | 見於《舊新福寺文書》及《本土寺過去帳》。 關東地區使用的私年號。                                                           |
| 福壽   | 寬正三年？（1462年）                   | 1年          | 見於宮城縣石卷市板碑。 |
| 明應   | 文明元年（1469年）                     | ？           | 見於《大乘院寺社雜事記》                                                                                                  |
| 正亨   | 延德元年（1489年）                     | 2年          | 見於《甲斐國妙法寺記》。                                                                                                  |
| 福德   | 延德二年（1490年）                     | 2年          | 見於《舊錄司代家文書》及《本土寺過去帳》。                                                                                |
| 永傳   | 延德二年（1490年）                     | 1年          | 見於《田畠薗地并屋敷注文》。                                                                                              |
| 王德   | ？                                     | 8年          | 見於日光輪王寺慈眼堂經藏《韻鏡指南》。                                                                                    |
| 德應   | 文龜元年？（1501年）                   | 1年          | 見於東京都板橋區上赤塜町藥師堂發掘出土的板碑。                                                                            |
| 子平   | 文龜二年（1502年）                     | 5年          | 見於熊本縣熊本市北區植木町所在寶篋印塔銘。                                                                                |
| 彌勒   | 永正三年（1506年）或永正四年（1507年） | 3年          | 見於《甲斐國妙法寺記》、《舊錄司代家文書》、《本土寺過去帳』、《妙法寺記》等等。                                          |
| 加平   | 永正十四年（1517年）                   | 1年          | 見於《阿蘇文書》。 |
| 永喜   | 大永六年（1526年）                     | 2年          | 見於《舊案主家文書》、《新編會津風土記》卷五三及栃木縣小山市須賀神社和鏡等等。 《會津塔寺八幡宮長帳》作「永龜」。         |
| 寶壽   | 天文二年（1533年）                     | 2年          | 見於長野縣佐久穗町出土經筒銘、《古今金工便覽》。                                                                          |
| 命祿   | 天文九年（1540年）                     | 3年          | 見於蜷川氏所藏《年代記》、《本土寺過去帳》、《津金文書》等等。                                                            |

## 安土桃山時代
1568年織田信長扶植足利義昭為幕府將軍，1603年德川家康建立江戶幕府為止，共使用了4個年號。
| 年號                               | 起訖時間（公元）                   | 紀年年數                           | 備注 |
| 正親町天皇（在位：1557年－1586年） | 正親町天皇（在位：1557年－1586年） | 正親町天皇（在位：1557年－1586年） | 正親町天皇（在位：1557年－1586年） |
| ---------------------------------- | ---------------------------------- | ---------------------------------- | --- |
| 元龜                               | 1570年四月－1573年七月             | 4年                                | 《大分縣史蹟名勝天然紀念物調查報告書》第一輯有作「玄龜」。                                                                                                |
| 天正                               | 1573年七月－1592年十二月           | 20年                               | 是澤恭三《會津塔寺八幡宮長帳》帳本記錄有作「天將」，吉田東伍《大日本地名辭書》引長沼盛秀墓碑有作「天政」。 天正十四年（1586年）十一月後陽成天皇即位沿用。 |
| 後陽成天皇（在位：1586年－1611年） |                                    |                                    | |
| 文祿                               | 1592年十二月－1596年十月           | 5年                                | |
| 慶長                               | 1596年十月－1615年七月             | 20年                               | 庆长十六年（1611年）三月後水尾天皇即位沿用。 |

| 私年號 | 元年對應公年號（西元） | 已知使用年數 | 備注                                       |
| ------ | ---------------------- | ------------ | ------------------------------------------ |
| 光永   | 天正四年（1576年）     | 不明         | 見於辻善之助《大日本年表》，所據出處不明。 |
| 天王   | 天正年間               | 1年          | 見於國立歷史民俗博物館藏丹波燒三耳壺銘。   |

## 江戶時代
1603年德川家康建立江戶幕府，至1868年末代幕府將軍德川慶喜「大政奉還」，江戶幕府結束，共使用了35個年號。
| 年號                               | 起訖時間（公元）                   | 紀年年數                           | 備注                                                                                    |
| 後水尾天皇（在位：1611年－1629年） | 後水尾天皇（在位：1611年－1629年） | 後水尾天皇（在位：1611年－1629年） | 後水尾天皇（在位：1611年－1629年）                                                      |
| ---------------------------------- | ---------------------------------- | ---------------------------------- | --------------------------------------------------------------------------------------- |
| 元和                               | 1615年七月－1624年二月             | 10年                               | 神奈川縣鹿島田淜蓮寺墓碑作「賢和」。                                                    |
| 寬永                               | 1624年二月－1644年十二月           | 21年                               | 宽永六年（1629年）十一月明正天皇即位沿用。 宽永二十年（1643年）十月後光明天皇即位沿用。 |
| 後光明天皇（在位：1643年－1654年） |                                    |                                    |                                                                                         |
| 正保                               | 1644年十二月－1648年二月           | 5年                                |                                                                                         |
| 慶安                               | 1648年二月－1652年九月             | 5年                                |                                                                                         |
| 承應                               | 1652年九月－1655年四月             | 4年                                | 承应三年（1654年）十一月後西天皇即位沿用。                                              |
| 後西天皇（在位：1654年－1663年）   |                                    |                                    |                                                                                         |
| 明曆                               | 1655年四月－1658年七月             | 4年                                |                                                                                         |
| 萬治                               | 1658年七月－1661年四月             | 4年                                |                                                                                         |
| 寬文                               | 1661年四月－1673年九月             | 13年                               | 宽文三年（1663年）正月靈元天皇即位沿用。                                                |
| 靈元天皇（在位：1663年－1687年）   |                                    |                                    |                                                                                         |
| 延寶                               | 1673年九月－1681年九月             | 9年                                |                                                                                         |
| 天和                               | 1681年九月－1684年二月             | 4年                                |                                                                                         |
| 貞享                               | 1684年二月－1688年九月             | 5年                                | 《韻覽》作「貞亨」。 贞享四年（1687年）三月東山天皇即位沿用。                           |
| 東山天皇（在位：1687年－1709年）   |                                    |                                    |                                                                                         |
| 元祿                               | 1688年九月－1704年三月             | 17年                               |                                                                                         |
| 寶永                               | 1704年三月－1711年四月             | 8年                                | 宝永六年（1709年）六月中御門天皇即位沿用。                                              |
| 中御門天皇（在位：1709年－1735年） |                                    |                                    |                                                                                         |
| 正德                               | 1711年四月－1716年六月             | 6年                                |                                                                                         |
| 享保                               | 1716年六月－1736年四月             | 21年                               | 享保二十年（1735年）三月櫻町天皇即位沿用。                                              |
| 櫻町天皇（在位：1735年－1747年）   |                                    |                                    |                                                                                         |
| 元文                               | 1736年四月－1741年二月             | 6年                                |                                                                                         |
| 寬保                               | 1741年二月－1744年二月             | 4年                                |                                                                                         |
| 延享                               | 1744年二月－1748年七月             | 5年                                | 延享四年（1747年）五月桃園天皇即位沿用。                                                |
| 桃園天皇（在位：1747年－1762年）   |                                    |                                    |                                                                                         |
| 寬延                               | 1748年七月－1751年十月             | 4年                                |                                                                                         |
| 寶曆                               | 1751年十月－1764年六月             | 14年                               | 宝历十二年（1762年）七月後櫻町天皇即位沿用。                                            |
| 後櫻町天皇（在位：1762年－1770年） |                                    |                                    |                                                                                         |
| 明和                               | 1764年六月－1772年十一月           | 9年                                | 明和七年（1770年）十一月後桃園天皇即位沿用。                                            |
| 後桃園天皇（在位：1770年－1779年） |                                    |                                    |                                                                                         |
| 安永                               | 1772年十一月－1781年四月           | 10年                               | 安永八年（1779年）十一月光格天皇即位沿用。                                              |
| 光格天皇（在位：1779年－1817年）   |                                    |                                    |                                                                                         |
| 天明                               | 1781年四月－1789年正月             | 9年                                |                                                                                         |
| 寬政                               | 1789年正月－1801年二月             | 13年                               |                                                                                         |
| 享和                               | 1801年二月－1804年二月             | 4年                                |                                                                                         |
| 文化                               | 1804年二月－1818年四月             | 15年                               | 文化十四年（1817年）九月仁孝天皇即位沿用。                                              |
| 仁孝天皇（在位：1817年－1846年）   |                                    |                                    |                                                                                         |
| 文政                               | 1818年四月－1830年十二月           | 13年                               |                                                                                         |
| 天保                               | 1830年十二月－1844年十二月         | 15年                               |                                                                                         |
| 弘化                               | 1844年十二月－1848年二月           | 5年                                | 弘化三年（1846年）二月孝明天皇即位沿用。                                                |
| 孝明天皇（在位：1846年－1867年）   |                                    |                                    |                                                                                         |
| 嘉永                               | 1848年二月－1854年十一月           | 7年                                |                                                                                         |
| 安政                               | 1854年十一月－1860年三月           | 7年                                |                                                                                         |
| 萬延                               | 1860年三月－1861年二月             | 2年                                |                                                                                         |
| 文久                               | 1861年二月－1864年二月             | 4年                                |                                                                                         |
| 元治                               | 1864年二月－1865年四月             | 2年                                |                                                                                         |
| 慶應                               | 1865年四月－1868年九月             | 4年                                | 庆应三年（1867年）正月明治天皇即位沿用。                                                |

| 私年號 | 元年對應公年號（西元） | 已知使用年數 | 備注 |
| ------ | ---------------------- | ------------ | --- |
| 大道   | 慶長十八年（1613年）   | 10年         | 見於《新編會津風土記》、《紀伊國名所圖會》及青森縣南部町靈驗堂龕扉銘。 《新編會津風土記》又另作「大筒」。 |
| 正中   | 元和七年（1621年）     | 2年          | 見於《山田家文書》。                                                                                      |
| 慶喜   | 寬永二十年（1643年）   | 2年          | 見於《上梶家文書》。                                                                                      |
| 義明   | ？                     | ？           | 見於黃宗羲《日本乞師記》，云明正天皇之子始改元義明。                                                        |
| 久寶   | 天保五年（1834年）     | 1年          | 見於石川縣七尾市藤原四手緒神社藏天保繪馬額。                                                              |
| 永長   | 天保八年（1837年）     | 1年          | 見於《大橋健佑家文書》。                                                                                  |
| 龜光   | 文久二年（1862年）     | 1年          | 見於《淨屋妙照信女銘墓石》。                                                                              |
| 神德   | 慶應三年（1867年）     | 1年          | 見於《袖浦市史·通史編2》。                                                                                |
| 天晴   | 慶應三年（1867年）     | 1年          | 又作「天政」、「天星」。 見於高知縣多處的石燈籠。                                                         |
| 神治   | 慶應三年（1867年）     | 1年          | 見於熊本縣人吉市大畑麓町行者堂安置役小角木像補修銘。                                                      |
| 長德   | 慶應三年（1867年）     | 1年          | 見於《昭島市史》引中野久次郎的日記。                                                                      |
| 延壽   | 慶應四年（1868年）     | 1年          | 見於吉野真保《嘉永明治年間錄》及《中外新聞》慶應四年五月十七日付。 奧羽諸藩所使用的私年號。               |
| 大政   | 慶應四年（1868年）     | 1年          | 又作「大化」。 見於《蜂須賀家文書》、《菊池容齋所藏文書》。 奧羽諸藩所使用的私年號。                      |

## 近代與現代
1868年明治天皇頒布《明治改元之詔》後，確立了日本一世一元制，2019年德仁改元令和，共使用了5個年號。
| 年號                                 | 起訖時間（公元）                 | 紀年年數                         | 備注 |
| 明治天皇（在位：1868年－1912年）     | 明治天皇（在位：1868年－1912年） | 明治天皇（在位：1868年－1912年） | 明治天皇（在位：1868年－1912年） |
| ------------------------------------ | -------------------------------- | -------------------------------- | --- |
| 明治                                 | 1868年舊曆9月－1912年7月         | 45年                             | 明治五年（1872年）十一月頒布詔書，以明治五年十二月三日（舊曆）為明治六年1月1日（新曆）。 明治45年（1912）7月30日，明治天皇崩御，同日改元大正。 |
| 大正天皇（在位：1912年－1926年）     |                                  |                                  | |
| 大正                                 | 1912年7月－1926年12月            | 15年                             | 大正15年（1926年）12月25日，大正天皇崩御，同日改元昭和。                                                                                       |
| 昭和天皇（在位：1926年－1989年）     |                                  |                                  | |
| 昭和                                 | 1926年12月－1989年1月            | 64年                             | 東京日日新聞（今每日新聞）獨家報導誤作「光文」。 昭和64年（1989年）1月7日昭和天皇崩御，翌日改元平成。                                          |
| 上皇（明仁）（在位：1989年－2019年） |                                  |                                  | |
| 平成                                 | 1989年1月－2019年4月             | 31年                             | 平成31年（2019年）4月30日，天皇明仁生前退位，退位後改稱「上皇」，翌日改元令和。                                                                |
| 今上天皇（德仁）（在位：2019年至今） |                                  |                                  | |
| 令和                                 | 2019年5月至今                    |                                  | |

## 古代年號
| 年號   | 啟用時間（西元）                                | 使用年數                                      | 所屬天皇                   | 備注 |
| ------ | ----------------------------------------------- | --------------------------------------------- | -------------------------- | --- |
| 列擲   | 前290年                                         | 5年                                           | 孝靈天皇                   | 見於《和漢年契》、《逸號年表》、《茅窓漫錄》。 一作「列滴」。 |
| 璽至   | 270年                                           | 1年                                           | 應神天皇                   | 見於《和漢年契》、《逸號年表》。 |
| 嘉紀   | 499年                                           | 4年                                           | 武烈天皇                   | 見於《古代年號》、《逸號年表》、《茅窓漫錄》、《通元紀略》。 |
| 是□    | 503年                                           | 4年                                           | 武烈天皇                   | 見於《逸號年表》。 |
| 定和   | ？                                              | 7年                                           | 繼體天皇                   | 見於《和漢年契》。 |
| 發□    | ？                                              | ？                                            | 繼體天皇                   | 見於《清白士集》、《歷代紀元編》。 |
| 繼體   | 517年                                           | 5年                                           | 繼體天皇                   | 見於《二中歷》。 |
| 善記   | 522年                                           | 4年                                           | 繼體天皇                   | 見於《二中歷》、《東寺王代記》、《如是院年代記》、《興福寺略年代記》。 一作「善紀」；《海東諸國紀》作「善化」，《封內名蹟志》作「善喜」。 |
| 正和   | 526年                                           | 5年                                           | 繼體天皇                   | 見於《二中歷》、《海東諸國紀》、《如是院年代記》、《和漢年代記》、《增修合運圖》。 《皇代記》作「正治」。 |
| 教到   | 531年                                           | 6年                                           | 繼體天皇                   | 見於《如是院年代記》、《二中歷》、《皇代記》、《春秋略曆》、《古代年號》。 《日本偽年號》作「殷到」，《海東諸國紀》作「發倒」，《和漢年契》作「教知」，《靖方溯源》引《九州年號》作「殷至」。                                                                       |
| 寶元   | 535年                                           | 5年                                           | 安閑天皇                   | 見於狩谷棭齋《古京遺文》。 |
| 僧聽   | 536年                                           | 4年                                           | 宣化天皇                   | 見於《如是院年代記》、《二中歷》、《皇代記》、《和漢年代記》、《春秋略曆》、《海東諸國紀》、《和漢年契》、《麗氣記私抄》。 |
| 明要   | 541年                                           | 11年                                          | 欽明天皇                   | 見於《二中歷》、《漢和年代記》、《春秋略曆》、《如是院年代記》、《和漢年代記》、《和漢年契》、《麗氣記私抄》。 《皇代記》作「明安」，《海東諸國紀》作「同要」，《清白士集》作「同安」，《增補秩父風土記》作「明要」。                                               |
| 得□    | 550年                                           | 2年                                           | 欽明天皇                   | 見於《古代年號》、《逸號年表》、《茅窓漫錄》。 |
| 貴樂   | 552年                                           | 2年                                           | 欽明天皇                   | 見於《如是院年代記》、《二中歷》、《海東諸國紀》、《皇代記》、《和漢年代記》、《春秋略曆》、《增修和漢合運圖》、《和漢年契》、《麗氣記私抄》。 一作「遺樂」。 |
| 法清   | 554年                                           | 4年                                           | 欽明天皇                   | 見於《二中歷》、《如是院年代記》、《春秋略曆》、《增修和漢合運圖》、《和漢年契》、《麗氣記私抄》。 《皇代記》、《和漢年代記》、《運步色葉集》作「法靖」，《海東諸國紀》作「結清」。                                                                                 |
| 兄弟   | 558年                                           | 1年 一作2年                                   | 欽明天皇                   | 見於《二中歷》、《海東諸國紀》、《春秋略曆》、《年代記》、《皇代記》、《增修和漢合運圖》、《如是院年代記》、《麗氣記私抄》。 《和漢年契》、《襲國偽僭考》、《茅窓漫錄》作「兄弟和」。                                                                               |
| 藏知   | 559年 《古代年號》作560年                       | 5年                                           | 欽明天皇                   | 見於《和漢年代記》、《增修和漢合運圖》、《如是院年代記》。 《二中歷》、《皇代記》、《年代記》、《春秋略曆》、《海東諸國記》作「藏和」。 |
| 師安   | 564年 《古代年號》作565年                       | 1年                                           | 欽明天皇                   | 見於《峰相記》、《二中歷》、《海東諸國紀》、《春秋略曆》、《年代記》、《皇代記》、《增修和漢合運圖》、《如是院年代記》。 |
| 知僧   | 565年 《古代年號》作566年                       | 5年                                           | 欽明天皇                   | 見於《年代記》、《皇代記》、《增修和漢合運圖》、《如是院年代記》。 《二中歷》、《海東諸國紀》、《清白士集》作「和僧」。 |
| 金光   | 570年                                           |                                               | 欽明天皇                   | 見於《年代記》、《皇代記》、《二中歷》、《海東諸國紀》、《增修和漢合運圖》、《妙法寺年錄》、《聖德太子繪傳》。 |
| 賢稱   | 576年                                           | 5年                                           | 敏達天皇                   | 見於《年代記》、《春秋略曆》、《二中歷》、《增修和漢合運圖》、《如是院年代記》、《水鏡》、《南北二京靈地集》。 《皇代記》作「賢輔」；《海東諸國紀》作「賢接」；《古代年號》、《衝口發》、《襲國偽僭考》、《日本偽年考》作「賢棲」，又作「賢博」、「賢傳」。         |
| 鏡常   | 581年                                           | 4年                                           | 敏達天皇                   | 見於《年代記》、《皇代記》、《增修和漢合運圖》、《如是院年代記》、《日本略記》、《日本偽年考》。 一作「鐘常」；《海東諸國紀》、《二中歷》作「鏡當」；《茅窓漫錄》作「鏡照」。                                                                                       |
| 勝照   | 585年                                           | 4年                                           | 敏達天皇                   | 見於《年代記》、《皇代記》、《二中歷》、《增修和漢合運圖》、《聖德太子繪傳》。 古本《水鏡》作「勝烈」；《襲國偽僭考》、《和漢年契》作「照勝」。 |
| 和重   | 587年                                           | 2年                                           | 用明天皇                   | 見於《和漢年契》、《衝口發》、《襲國偽僭考》、《茅窓漫錄》、《紀元通略》。 |
| 端政   | 589年                                           | 5年                                           | 崇峻天皇                   | 見於《二中歷》、《皇代記》、《春秋略曆》、《海東諸國紀》、《和漢年代記》。 一作「端正」；《如是院年代記》作「端改」。 |
| 法興   | 591年                                           | 32年                                          | 崇峻天皇 推古天皇          | 見於《伊予湯岡碑文》、《法隆寺金堂釋迦像光背銘》。 |
| 喜樂   | 593年                                           | ？                                            | 推古天皇                   | 見於《新編會津風土記稿》、《茅窓漫錄》。 |
| 告貴   | 594年                                           | 7年                                           | 推古天皇                   | 見於《皇代記》、《年代記》、《春秋略曆》、《二中歷》、《妙法寺年錄》、《善光寺緣起》、《南北二京靈地集》。 《如是院年代記》作「吉貴」；《海東諸國紀》作「從貴」。                                                                                                   |
| 始哭   | 595年                                           | 1年                                           | 推古天皇                   | 見於《古代年號》、《衝口發》、《茅窓漫錄》。 《和漢年契》、《襲國偽僭考》作「始大」。 |
| 願轉   | 601年                                           | 4年                                           | 推古天皇                   | 見於《皇代記》、《年代記》、《二中歷》、《增修和漢合運圖》、《春秋略曆》、《如是院年代記》、《妙法寺年錄》、《南北二京靈地集》。 《海東諸國紀》作「煩轉」；梁玉繩《清白士集》、李兆洛《紀元編》作「頌轉」；《靖方溯源》引《輿福寺略年代記》作「願博」。             |
| 光充   | 605年                                           | 6年                                           | 推古天皇                   | 見於《年代記》、《皇代記》、《二中歷》、《增修和漢合運圖》、《海東諸國紀》、《如是院年代記》、《春秋略曆》、《運步色葉集》、《靖方溯源》引《輿福寺略年代記》、《南北二京靈地集》。 一本《增修和漢合運圖》作「光亥」；一本《皇代記》作「弘元」；《塩尻》作「光永」。 |
| 大花   | 606年                                           | 1年                                           | 推古天皇                   | 見於《上宮太子拾遺記》、《障子傳》。 |
| 定居   | 611年                                           | 7年                                           | 推古天皇                   | 見於《年代記》、《皇代記》、《二中歷》、《增修和漢合運圖》、《海東諸國紀》、《如是院年代記》。 《聖德太子拾遺記》作「定光」。 |
| 見聖   | 613年                                           | 5年                                           | 推古天皇                   | 見於《古代年號》、《水鏡》、《茅窓漫錄》、《紀元通略》。 |
| 倭京繩 | 618年                                           | 5年                                           | 推古天皇                   | 見於《增修和漢合運圖》。 《二中歷》、《海東諸國紀》作「倭京」，《水鏡》作「和京」，《年代記》、《皇代記》、《春秋略曆》作「景繩」，別本《皇代記》作「倭黃繩」，《如是院年代記》、《興福寺略年代記》作「和京繩」及「委京繩」，《炒法寺年錄》作「和景繩」及「景繩」。 |
| 節中   | 623年                                           | 5年                                           | 推古天皇                   | 見於《古代年號》、《茅窓漫錄》、《襲國偽僭考》、《漢和年契》。 |
| 仁王   | 623年                                           | 6年                                           | 推古天皇 舒明天皇          | 見於《年代記》、《皇代記》、《二中歷》、《增修和漢合運圖》、《海東諸國紀》、《春秋略曆》。 梁玉繩《清白士集》作「仁至」。 |
| 聖德   | 629年                                           | 5年                                           | 舒明天皇                   | 見於《本土寺過去帳》。 |
| 僧要   | 635年                                           | 5年                                           | 舒明天皇                   | 見於《二中歷》、《如是院年代記》、《增修和漢合運圖》、《海東諸國紀》、《妙法寺年錄》。 《年代記》、《皇代記》作「增要」。 |
| 命長   | 640年                                           | 7年                                           | 舒明天皇 皇極天皇 孝德天皇 | 見於《二中歷》、《海東諸國紀》、《增修和漢合運圖》、《如是院年代記》、《水鏡》。 《年代記》、《皇代記》、《春秋略曆》作「令長」，《衝口發》、《襲國偽僭考》作「長命」或「明長」。                                                                                   |
| 証明   | ？                                              | 4年                                           | 推古天皇 舒明天皇          | 見於《油火明神社記》。 |
| 常色   | 647年                                           | 5年                                           | 孝德天皇                   | 見於《二中歷》、《年代記》、《皇代記》、《春秋略曆》、《海東諸國紀》、《如是院年代記》、《妙法寺年錄》。 《清白士集》作「常邑」，《紀元編》作「常邕」，《紀元類聚考》作「唐邑」，《妙法寺年錄》別本作「常己」，《塩尻》作「常光」。                                 |
| 白鳳   | 661年（《海東諸國紀》） 672年（《麗氣記私抄》） | 23年（《海東諸國紀》） 14年（《麗氣記私抄》） | 齊明天皇 天智天皇 天武天皇 | 見於《二中歷》、《海東諸國紀》、《麗氣記私抄》。 |
| 中元   | 662年                                           | 4年                                           | 天智天皇                   | 見於《古代年號》、《衝口發》、《茅窓漫錄》、《漢和年契》。 |
| 果安   | 686年                                           | 4年                                           | 天武天皇 持統天皇          | 見於《古代年號》、《衝口發》、《漢和年契》、《茅窓漫錄》。 |
| 大化   | 686年                                           | ？                                            | 天武天皇 持統天皇 文武天皇 | 見於《如是院年代記》、《增修和漢合運圖》。 |
| 大屯   | 692年                                           | 9年                                           | 持統天皇 文武天皇          | 見於《萬葉緯》。 |
| 大長   | 692年                                           | 9年                                           | 持統天皇 文武天皇          | 見於《年代記》、《皇代記》、《春秋略曆》、《海東諸國紀》、《如是院年代記》、《妙法寺年錄》。 |
| 大和   | 695年                                           | 2年                                           | 持統天皇                   | 見於《海東諸國紀》、《興福寺略年代記》。 |
| 正法   | 760年                                           | 1年                                           | 淳仁天皇                   | 見於《本土寺過去帳》。 |
| 孝靈   | ？                                              | 5年                                           | ？                         | 見於千葉縣香取郡東庄町吉祥院木造延命地藏像。 |

## 外部連結
- Automatic calculate system for Japanese-Era name (Japanese/Korean/English) （页面存档备份，存于）
- 中、西、日年代對照表
- 日本歷代年號 （页面存档备份，存于）
- 纪年转换工具 （页面存档备份，存于）（由维基人Kanashimi制作）